# St Mary’s Church (Kirkby Lonsdale)

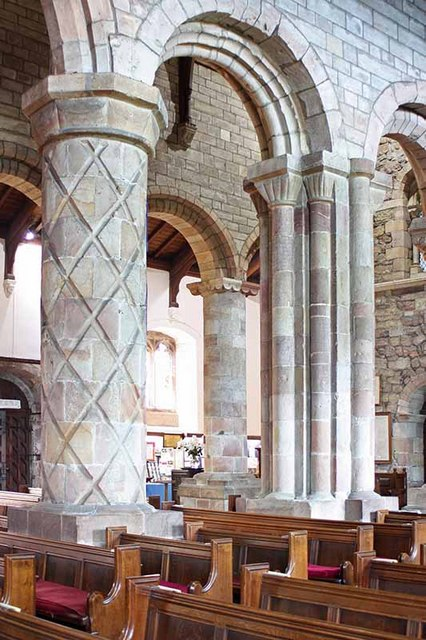
Normannische Säule

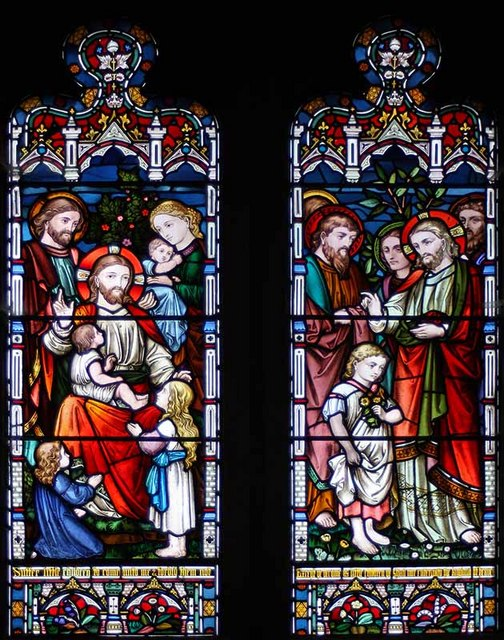
Buntglasfenster

St Mary’s Church – auch St Mary the Virgin – ist die anglikanische Pfarrkirche der Stadt Kirkby Lonsdale in der Grafschaft Cumbria in England. Sie gehört zur Dekanei Kendal und zur Erzdekanei von Westmorland and Furness, die ihrerseits Teil der Diözese Carlisle ist. Die Kirche gehört zu einer Kirchenpfründe, die sechs weitere Gemeindekirchen umfasst und das Kirkby Lonsdale Team Ministry bildet. Die Kirche ist wegen ihrer architektonischen und historischen Bedeutung mit normannischen Bauelementen ein bei der englischen Denkmalschutzbehörde Historic England seit 1962 Grade I gelistetes Bauwerk.

## Geschichte
Die ältesten Teile der Kirche sind normannischen Ursprunges. Drei Eingangsbereiche und die innerhalb gelegenen nördlichen Bogengänge datieren auf das frühe 12. Jahrhundert. Die Basis des Kirchturmes und ein südlicher Bogengang stammen aus dem späten 12. Jahrhundert. Im 14. Jahrhundert – möglicherweise auch erst um 1400 herum – wurden sowohl die Nord- als auch die Südwand niedergelegt, um sie weiter außerhalb im Sinne einer Erweiterung der Kirche neu zu errichten. In die neue Südwand wurde dann auch die frühere südliche Toröffnung integriert. Eine kleine Gebetskapelle wurde 1486 im Nordosten hinzugefügt. Ein neuer Obergaden, Fialen (Pinakel, „Nadeln“) und Brüstungen wurden im 16. Jahrhundert ergänzt. 1574 wurde das zweite nördliche Seitenschiff an das bereits bestehende ältere nördliche Seitenschiff angebaut. Die Turmspitze wurde 1705 erneuert und gleichzeitig die Gebetskapelle wieder abgerissen. Francis Webster entfernte im Jahre 1807 die Obergaden, Nadeln und Brüstungen wieder und versah die Kirche mit einem einheitlichen Dach. 1866 wurde die Kirche von E. G. Paley restauriert. Er erhöhte das Dach, gab dem äußeren Nordflügel ein eigenes Dach, erneuerte die Bestuhlung der Kirche und den Boden des Chorraumes. Zudem fügte er ein südliches Portal und eine Trennwand hinzu und errichtete ein Taufbecken.

## Architektur

### Die Bausubstanz
St Mary’s ist ein steinerner Bau mit Schindeldach. Es handelt sich um eine sehr weiträumige Kirche auf einem rechteckigen Grundriss, aus dem lediglich das südliche Portal herausragt. Sie besteht aus einem Hauptschiff mit Chorraum, einem südlichen und zwei nördlichen Nebenschiffen sowie einem Südportal und einem Kirchturm, der mit den Seitenschiffen eine gemeinsame Fassade bildet. Es gibt insgesamt drei normannische Eingänge. Einer davon befindet sich am Kirchturm, die anderen beiden auf der Südseite der Kirche. Der Turm hat vier Stockwerke. Die Brüstungen und der Baukörper der Kirche haben zinnenartig ausgebildete Abschlüsse. Die oberen Etagen des Turmes sind im Perpendicular Style gestaltet.
Die Turmuhr beeinträchtigt durch ihre unkonventionelle Positionierung die Symmetrie des Turmes. Es wird angenommen, dass sie eine Ergänzung aus dem 19. Jahrhundert ist.
Der südliche Portikus aus dem 19. Jahrhundert ist in Neo-Normannischem Stil gehalten. Die Seitenfenster sind schließen als Vierkant ab und weisen unterschiedliche Abstände zwischen den Fenstersprossen bei variierenden Größen der Fensterkreuze auf. Das Ostfenster besteht aus drei hohen frühgotischen Spitzbögen mit einer jeweils abschließenden Vesica piscis.

### Die Innengestaltung
Der westliche Teil des Hauptschiffes und des inneren nördlichen Seitenschiffes ist normannisch mit rundbogiger Architektur. Einige Säulen ähneln denen von Durham Cathedral und zeichnen sich durch Ritzmuster aus. Das südliche Gewölbe ist späteren Ursprunges und einfacher gestaltet. Nach Osten zu sind die Gewölbe spitzbogig gotisch. Die östlichste Säule des südlichen Gewölbes hat eine Piscina. Das äußere der nördlichen Gewölbe ist im Perpendicular Style gehalten. Die inzwischen verkleinerte Kanzel ist aus dem Jahre 1619. Das Taufbecken stammt aus einer Kapelle aus 14. Jahrhundert. Es wurde aus Killington in die Kirche verbracht steht auf einem Fuß aus dem 19. Jahrhundert. Das Altarretabel ist aus Alabaster gefertigt und trägt eine mosaikartige Dekoration. Die meisten Buntglasfenster sind von Lavers, Barraud and Westlake, es gibt zudem Fenster von Heaton, Butler and Bayne (Entwurf: Henry Holiday), von Shrigley and Hunt sowie von William Wailes. Das älteste Grabmal ist ein Steinsarkophag aus dem 15. Jahrhundert mit einer Plastik aus Alabaster.
Die zweimanualige Orgel wurde 1860s von Forster and Andrews gefertigt und restauriert und erweitert im Jahre 1925 durch Jardine and Company. Ein umfangreicherer Umbau erfolgte 1972 durch Laycock and Bannister.
Das Geläut mit sechs Glocken stammt aus einer Auswahl aus dem Jahre 1825 durch Thomas Mears II von der Whitechapel Bell Foundry.

## Die Umgebung
Auf dem Friedhof sind 10 Grabmale, die Grade II gelistet sind wie folgend – es befindet sich:
1. Östlich der Kirche:
  1. Das Grabmal der Familie Burrow, Mitte des 18. Jahrhunderts.[10]
  2. Das Grabmal von John Dent, 1709,[11]
  3. Die Grabplatte von Rowland Tarham, 1716.[12]
2. Südlich der Kirche:
  1. eine Grabplatte – am ehesten Familie Burrow – aus dem 18. Jahrhundert.[13]
  2. Das Grabmal von zwei Mitgliedern der Familie Preston,[14]
  3. Die Grabplatte von Thomas Newby, 1775.[15]
  4. Die Grabplatte für die Familie Turner, in den 1790er Jahren.[16]
3. Westlich der Kirche:
  1. Die Grabplatte von Thomas Tiffin, 1787,[17]
  2. Die Grabplatte von Edward Theobalds, 1818.[18]
  3. eine Gedenkstätte für 5 Frauen, die 1820 bei dem Brand in der Kneipe Rose and Crown Inn zu Tode kamen.[19]

Nördlich der Kirche findet sich ein pavillonartiges Bauwerk im Garten (engl. bezeichnet als gazebo), der früher ein Teil des Gartens der Pastorei war. Es handelt sich hierbei um einen achteckigen zweistöckigen Baukörper aus Mauerwerk mit rundbogigen Fenstern und Türen, wobei das Dach verloren gegangen ist.